# 1991 en Nouvelle-Écosse
Chronologie de la Nouvelle-Écosse
- 1987
- 1988
- 1989
- 1990
- 1991
- 1992
- 1993
- 1994
- 1995

Cette page concerne des événements survenus en 1991 dans la province canadienne de Nouvelle-Écosse.

## Politique
- Premier ministre : Roger Bacon puis Donald W. Cameron
- Chef de l'Opposition :
- Lieutenant-gouverneur : Lloyd Crouse
- Législature :

## Événements
- Austin-Emile Burke devient évêque de Halifax.

- juin : Le School Boards Act permet la création de conseils scolaires francophones dans la province.